# Butcher’s Crossing (Film)
Butcher’s Crossing ist ein Westernfilm aus dem Jahr 2022 von Gabe Polsky und dessen Regiedebüt. Der Film basiert auf dem im Jahr 1960 veröffentlichten gleichnamigen Roman des Schriftstellers John Williams.
Die Literaturverfilmung feierte im September 2022 auf dem 47. Toronto International Film Festival Premiere.

## Handlung
1874 bricht Will Andrews, der naive und idealistische Sohn eines Pastors, sein Harvard-Studium ab und reist nach Butcher's Crossing, einer winzigen Grenzstadt in Kansas, deren Lebensgrundlage der Handel mit Büffelhäuten ist. Begeistert von der Romantik einer Büffeljagd, trifft Will Miller, einen leidenschaftlichen und stoischen, aber erfahrenen Büffeljäger, der ihm die Geschichte eines abgelegenen Passes in Colorado erzählt, wo eine der wenigen verbliebenen riesigen Herden zu finden ist. Obwohl er vor Miller und der Torheit dieses Unterfangens gewarnt wird, stellt Will sein gesamtes Geld für die Expedition zur Verfügung.
Mit Wills Geld kaufen sie Vorräte und stellen Charlie Hoge, einen betrunkenen, einarmigen Bibelfanatiker, als Wagenfahrer und Lagerkoch ein, sowie Fred Schneider, einen forschen, aber pragmatischen „Skinner“, der aufgrund seiner Zweifel an Millers Geschichten auf einem Gehalt besteht.
Nach einer beschwerlichen Reise, die sie an den Rand des Todes führt, erreicht die Gruppe schließlich den Gebirgspass und entdeckt eine unberührte Herde mit Tausenden von Büffeln.
Miller beginnt seine Jagd und tötet täglich Hunderte von Büffeln. Will und Schneider müssen sich mit dem Häuten der Kadaver abmühen. Trotz aller Warnungen weigert sich Miller, langsamer zu werden, während Will gegenüber dem systematischen Abschlachten abgestumpft wird.
Nach drei Wochen ununterbrochenen Gemetzels weist Schneider darauf hin, dass sie ihre geplante Zeit überschritten haben und bereits mehr Felle haben, als sie tragen können. Er schlägt vor, anzuhalten und umzukehren, bevor das Wetter umschlägt und sie gefangen sind. Miller lehnt ab, und Will stellt sich auf seine Seite.
Infolgedessen wird das Team von einem Schneesturm eingeschlossen. Sie sind nun gezwungen, den Winter mehrere Monate in den Bergen zu verbringen. Frustriert greift Schneider Hoge an und verbrennt seine Bibel. Aus Rache vergiftet Hoge Schneiders Essen. Wills Verstand schwindet weiter, und Miller schwärmt von dem Triumph, mit der größten Beute aller Zeiten in die Stadt zurückzukehren, sobald er jeden einzelnen Büffel erlegt hat. Das Team richtet sich ein, um einen langen, langweiligen Überlebenskampf zu ertragen, während sie den Winter abwarten.
Als der Frühling kommt, erkennt Schneider, dass Hoge ihn vergiftet hat, und tötet ihn. Da sie nicht alle 4.600 Felle transportieren können, packen sie 1.600 in ihren Wagen und lassen die restlichen 3.000 zurück, um sie abzuholen. Auf dem Rückweg stürzt ihr beschädigter Wagen von einer Klippe und reißt Schneider und die 1.600 Felle mit sich. Miller und Will starren fassungslos zu.
Will und Miller kehren in die Stadt zurück, finden sie jedoch weitgehend verlassen und verfallen vor. Entsetzt erfahren die beiden, dass der Markt für Büffelfelle während ihrer Winterquartiere zusammengebrochen ist und die Felle nun völlig wertlos sind.
Um seinen Sieg gebracht, zündet Miller das alte Gebäude der Büffelbörse an. Auf die Frage, ob sich das Erlebnis gelohnt habe, antwortet ein zerzauster Will, er habe auf der Büffeljagd „gesehen, was er sehen musste“, und reitet allein in die Wildnis.

## Produktion
Die Dreharbeiten begannen im Oktober 2021 in Montana.

## Rezeption
Stand 24. September 2022 führt der Film laut Rotten Tomatoes eine Bewertung von 71 % basierend auf 14 Kritiken.
Im Guardian erhielt der Film eine Bewertung von zwei von fünf möglichen Sternen. Der Autor Ryan Gilbey meinte darin, dass der Film nicht wirklich wisse, was oder für wen er sei. Robert Daniels vergab dem Film bei RogerEbert.com eine ähnlich schwache Bewertung von anderthalb von vier möglichen Sternen und beurteilte ihn als „unfokussiert, distanziert und platt.“ Der Autor Brandon Yu beurteilte in der New York Times die Hauptrolle als mit Nicolas Cage fehlbesetzt.